# Stara Kosianka
Stara Kosianka [ˈstara kɔˈɕaŋka] est un village polonais de la gmina de Grodzisk dans le powiat de Siemiatycze et dans la voïvodie de Podlachie. Le village compte approximativement 60 habitants.